# Diakonisches Werk evangelischer Kirchen in Niedersachsen
Das Diakonische Werk evangelischer Kirchen in Niedersachsen ist ein eingetragener Verein und seit Januar 2014 das gemeinsame Diakonische Werk der Evangelischen Kirchen in Niedersachsen. Es ist als Abteilung in das Landeskirchenamt Hannover eingebunden. Diese Organisation ist Mitglied in dem Diakonie Deutschland genannten Bundesverband.

## Geschichte
Das Diakonische Werk in Niedersachsen e.V. wurde im Januar 2014 von der Evangelisch-lutherischen Landeskirche Hannovers, der Evangelisch-lutherischen Landeskirche in Braunschweig, der Evangelisch-Lutherischen Landeskirche Schaumburg-Lippe und der Evangelisch-reformierten Kirche gegründet. Die Diakonischen Werke der Landeskirche Hannovers und Braunschweigs wurden aufgelöst und gingen in dem neuen Werk auf. Die Diakonischen Werke der Landeskirchen Schaumburg-Lippes und der Reformierten Kirche bleiben eigenständig, sind aber zugleich Mitglied im Diakonischen Werk in Niedersachsen. Mit dem Diakonischen Werk der Evangelisch-Lutherischen Kirche in Oldenburg besteht eine enge Zusammenarbeit.

## Aufgaben
Mit über 595 Mitgliedern und mehr als 75.000 Beschäftigten in über 3000 Einrichtungen zählt das DWiN zu den größten Wohlfahrtsverbänden in Niedersachsen. Das Diakonische Werk unterstützt und koordiniert als Dachverband die ihm angeschlossenen Einrichtungen und Fachverbände und berät seine Mitglieder und die Landeskirchen in finanziellen, organisatorischen, konzeptionellen und juristischen Fragen.

## Leitende Organe
Organe des Diakonischen Werkes sind die Mitgliederversammlung, der Aufsichtsrat, der Vorstand und der Diakonische Rat Niedersachsen.

## Vorstand
Der Vorstand des DWiN besteht aus mindestens zwei, maximal drei Personen. Seit Oktober 2024 bilden  Oberlandeskirchenrat Hans-Joachim Lenke als Vorstandssprecher und Marion Timm als Juristin den Vorstand. Oberlandeskirchenrat Hans-Joachim Lenke ist in Personalunion Leiter der Abteilung 5 im Landeskirchenamt Hannover und Mitglied des Kollegiums des Landeskirchenamtes. Die Bereichsleiter sind in Personalunion 
Referatsleiter und Referenten im Landeskirchenamt Hannover. Das Landeskirchenamt stellt Personal für die Aufgaben im Diakonischen Werk Niedersachsen.

### Organigramm
Stand: Oktober 2024
- Hans Joachim Lenke (Vorstandssprecher)
  - Stabstelle Diakonische Profilbildung und Theologie
- Bereiche:
  - Pflege und Gesundheit
  - Fachberatung ev. Kitas
  - Inklusion
  - Landeskirchen und Mittelvergabe
  - Kommunikation und Diakoniepolitik
- Marion Timm (Vorstand)
  - Stabsstelle Justiziariat, Digitalisierung und soziale Innovation, Controlling, Qualitätsmanagement
- Bereiche
  - Beratung und Gemeinwesenberatung
  - Recht- und Betriebswirtschaft
  - Freiwilligendienste
  - Administration, Logistik, Service, (ALS)